# Julia Stockler
Julia Lafayette Stockler Macintyre Fischer Linhares (Rio de Janeiro, 16 de agosto de 1988) é uma atriz brasileira. Ganhou reconhecimento em 2019, por participar da novela Éramos Seis e ao protagonizar o filme A Vida Invisível, pelo qual ganhou o Troféu APCA e o Grande Otelo de melhor atriz.

## Biografia
Filha de mãe filósofa e pai professor, Julia foi criada no bairro carioca do Leblon. É formada em Cinema pela Pontifícia Universidade Católica do Rio de Janeiro, onde também fez pós-graduação em arte e filosofia, e também em teatro.

## Carreira
Começou sua carreira atuando em peças teatrais estudantis, sendo premiada duas vezes no FESTU – Festival de Teatro Universitário como melhor atriz. Em seguida, começou a atuar em alguns curta-metragens e também fez pequenas participações em programas de televisão, até, em 2014, protagonizar a série Só Garotas do canal Multishow, dirigida por Maria Flor.
Em 2019, a atriz ganhou maior projeção ao protagonizar o filme A Vida Invisível, de Karim Aïnouz, ao lado da atriz Carol Duarte. O filme foi selecionado para o Festival de Cannes e foi muito bem recebido pela crítica, especialmente pela atuação das protagonistas. Esse trabalho lhe rendeu vários prêmios e indicações, incluindo a de melhor atriz no Grande Prêmio do Cinema Brasileiro, concedido pela Academia Brasileira de Cinema.
Após a repercussão do filme, Julia conseguiu seu primeiro personagem em uma telenovela, ainda em 2019. Em Éramos Seis, interpretou a autista Justina. Em seguida, interpretou Cacilda na minissérie Os Últimos Dias de Gilda, e Irina em Verdades Secretas II, que se envolvia em um quadrado amoroso com a própria família ao ter um caso com o modelo Matheus (Bruno Montaleone).
Voltou às novelas em 2024 com uma participação em Garota do Momento como Valéria, mãe biológica de Bia/Isabel (Maisa Silva). No mesmo ano, integrou o elenco da novela da Max Beleza Fatal como Gisela, herdeira de Átila (Herson Capri) que lida com um Transtorno Dismórfico Corporal intensificado pelo marido, o cirurgião plástico Rog (Marcelo Serrado); a novela foi disponibilizada pela plataforma em janeiro de 2025, e, por sua interpretação como Gisela, Julia recebeu elogios de público e crítica. No mesmo ano, apareceu em Raul Seixas: Eu Sou como Tânia, uma das esposas do cantor.

## Filmografia

### Televisão
| Ano  | Título                   | Personagem             | Notas                     |
| ---- | ------------------------ | ---------------------- | ------------------------- |
| 2008 | Duas Caras               | Estudante              | Participação              |
| 2012 | Pilotos MTV              | Manuela                | Episódio: "Pé na Tábua"   |
| 2014 | Só Garotas               | Mel Garcia             |                           |
| 2019 | Éramos Seis              | Justina Amaral Sampaio |                           |
| 2019 | Jungle Pilot             | Larissa Gobbi          |                           |
| 2020 | Os Últimos Dias de Gilda | Cacilda                |                           |
| 2021 | Verdades Secretas II     | Irina Ewbank           |                           |
| 2023 | Histórias (Im)Possíveis  | Vanessa                | Episódio: "Levante"       |
| 2024 | Garota do Momento        | Valéria Batista        | Episódio: "4 de novembro" |
| 2025 | Beleza Fatal             | Gisela Argento         |                           |
| 2025 | Raul Seixas: Eu Sou      | Tania Menna Barreto    |                           |

### Cinema
| Ano  | Título                 | Personagem                   | Notas          |
| ---- | ---------------------- | ---------------------------- | -------------- |
| 2009 | Sobe, Sofia            | Sofia                        | Curta-metragem |
| 2012 | Gaydar                 | Amiga na festa de noivado    | Curta-metragem |
| 2013 | Rótulo                 | Carol                        | Curta-metragem |
| 2015 | Verão Polonês          | A irmã                       | Curta-metragem |
| 2015 | Mate-Me Por Favor      | Camila                       | Longa-Metragem |
| 2019 | A Vida Invisível       | Ana Margarida Gusmão (Guida) | Longa-Metragem |
| 2022 | A Cozinha              | Letícia                      | Longa-Metragem |
| 2025 | Confia: Sonhos de Cria | Estela Albuquerque           | Longa-Metragem |

## Teatro
| Ano  | Peça                   |
| ---- | ---------------------- |
| 2012 | Cacilda                |
| 2013 | Histórias de Borboleta |
| 2016 | Tão Tão                |

## Prêmios e indicações
| Ano  | Prêmio                                 | Categoria                  | Nomeações        | Resultado |
| ---- | -------------------------------------- | -------------------------- | ---------------- | --------- |
| 2019 | Valladolid International Film Festival | Melhor Atriz               | A Vida Invisível | Venceu    |
| 2020 | Grande Prêmio do Cinema Brasileiro     | Melhor Atriz               | A Vida Invisível | Indicado  |
| 2020 | Prêmio APCA de Cinema                  | Melhor Atriz               | A Vida Invisível | Venceu    |
| 2020 | Prêmio Guarani de Cinema Brasileiro    | Melhor Revelação Feminina  | A Vida Invisível | Venceu    |
| 2021 | CinEuphoria Awards                     | Melhor Atriz Internacional | A Vida Invisível | Venceu    |
| 2021 | CinEuphoria Awards                     | Melhor Atuação de Elenco   | A Vida Invisível | Indicado  |